# Гарвардська бібліотека давнього українського письменства

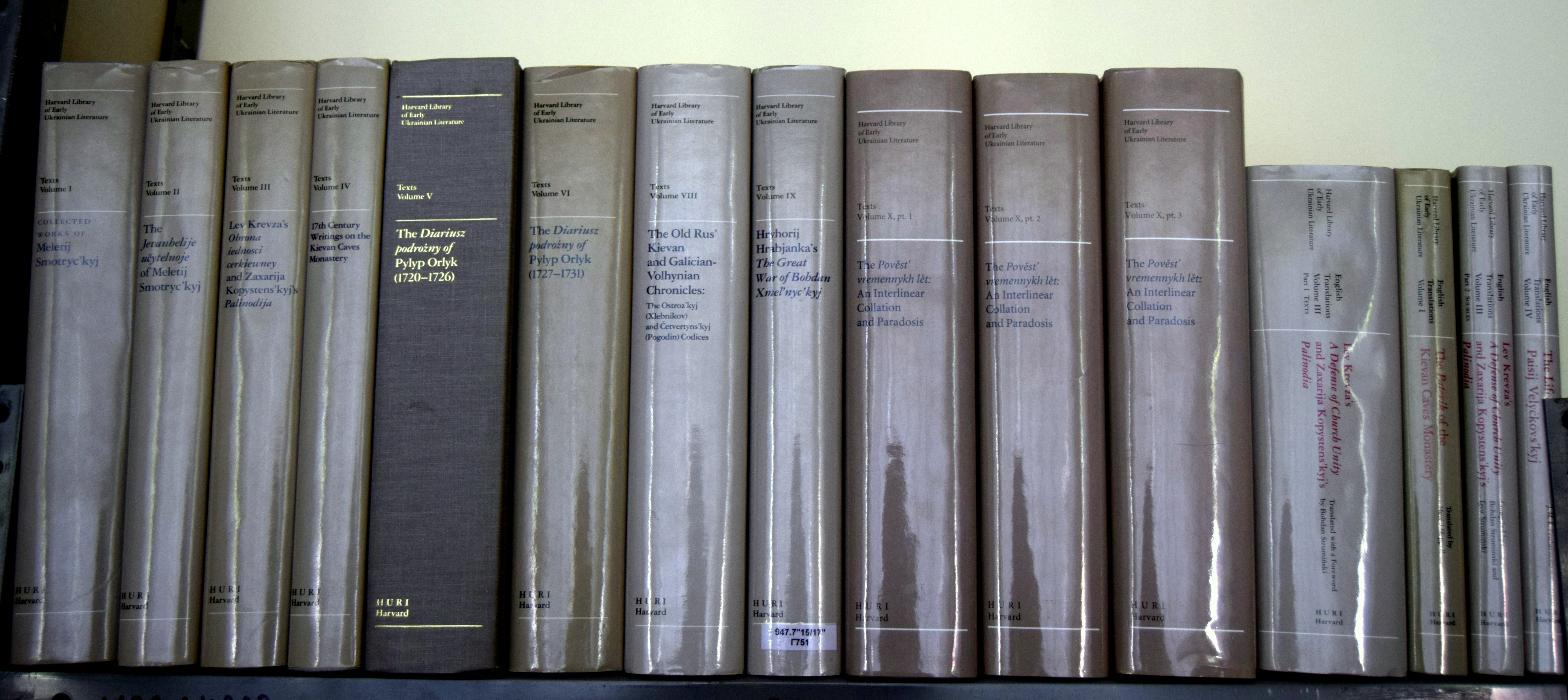
Вигляд видань корпусу

Гарвардська Бібліотека Давнього Українського Письменства (англ. Harvard Library of Early Ukrainian Literature) — видавнича серія Українського наукового інституту Гарвардського університету, що стала складовою «Гарвардського проекту», присвяченого відзначенню 1000-ліття хрещення України-Русі. Ініціював проєкт Омелян Пріцак у середині 1980-х років. Проєкт фінансувався з пожертвувань української діаспори Північної Америки. Вчений був переконаний, що це є справою національної гідності, яку повинна здійснити вся українська спільнота в діаспорі у зв'язку з тисячолітнім ювілеєм.
Видання мали охопити основні твори українського середньовічного і ранньо-модерного письменства та духовної культури. Була запланована в трьох підсеріях: корпус текстів (переважно факсимільні видання), корпус перекладів англійською мовою, переклади сучасною українською мовою із науковими вступами та коментарями. У первісному варіанті кожна із підсерій була запланована на 40 томів, але було видано не всі.
У корпусі текстів видано:
- 1-й т. — «Зібрані твори Мелетія Смотрицького»
- 2-й т. — «Євангеліє учительноє» Мелетія Смотрицького
- 3-й т. — факсимільні «Obrona jedności cerkiewnej…» Л. Кревзи і «Палінодія…» З. Копистенського
- 4-й т. — факсимільні «Патерикон…» Сильвестра Косова і «Τερατουργημα…» Атанасія Кальнофойського
- 5-й і 6-й т. — «„Діаріюш подружни“ і інші писання Пилипа Орлика»
- 8-й т. — «Київський і Галицько-волинський літописи»
- 9-й т. — «Літопис Граб'янки»
- 10-й т. — «Повість временних літ, зведення і парадосіс» (у 3-х книгах)

У корпусі англомовних перекладів видано 7 томів:
- 1-й т. — «Києво-Печерський патерик» (1989)
- 2-й т. — «Агіографія Київської Русі» (1992)
- 3-й т. — «Льва Кревзи „Оборона церковної єдності“ (1617) і Захарія Копистенського „Палінодія“ (1620—1623)» (1995)
- 4-й т. — «Житіє Паїсія Величковського» (1989)
- 5-й т. — «Проповіді і риторика Київської Русі» (1991)
- 6-й т. — «Повчальна проза Київської Русі» (1994)
- 7-й т. — «Вибрані твори Мелетія Смотрицького» (2005)

У серії перекладів сучасною українською мовою вийшли лише твори Григорія Сковороди у 2-х томах (Київ, 1994).
У підготовці до друку текстів, написанні вступних статей та бібліографій взяли участь Девід Фрік, П.Левін, Орест Субтельний, Борис Струмінський, Юрій Луценко, а також Омелян Пріцак, який поряд з виконанням функцій головного редактора цієї серії підготував її 4 томи.   